# CYNHN
CYNHN（スウィーニー）は、日本の女性ヴォーカルユニット。所属はディアステージ。レーベルはI BLUE。
CYNHN（正しくはСУИНИ。ラテン文字転写するとSUINI）はロシア語で青色を意味する。香港・台湾ライブでの表記は斯蔚妮。

## 略歴
2016年末にJOYSOUNDとディアステージの共同オーディションで選ばれたメンバーにより、2017年6月25日の『DEARSTAGE SHOWCASE 2017』でグループ結成を発表。同年夏には『六本木アイドルフェスティバル2017』、『TOKYO IDOL FESTIVAL 2017』にレーベルメイトのピンキー！ノーラ＆ペトラのバックダンサーとして出演。11月1日に、テイチクとスマイルカンパニーによる合同レーベル「I BLUE」から、シングル「FINALegend」でメジャーデビューした。
2018年4月にリリースした2ndシングル「はりぼて」は、メンバーの心情を描いたかのようなロック・ナンバーで、ユニットのアンセムソングとされる。同年9月から2019年3月にかけて、メンバーそれぞれのメインヴォーカル曲として両A面シングルを3枚連続リリース。ドラマ仕立てのMVを作る「演じまスウィーニー」プロジェクトでは、演技にも挑戦した。
2019年2月、初のワンマンライブ『Link to Blue』を完売して下北沢Gardenで開催。同年6月、初のフルアルバム『タブラチュア』をリリースした。9月、品川インターシティホールでの2ndワンマンライブ『Pray for Blue』も完売して開催し、また2部制の1部では『演じまCYNHN完全版』を上映。11月には、初の単独ツアー『CYNHN LIVE TOUR 2019 -2時のパレード-』を、各地で完売しながら成功に収めた。12月、桜坂が病気療養のため卒業。
2020年1月、公式サイトと公式ファンクラブを開設。3月に予定されていたライブツアー『PredawnBlue』がコロナ禍で全公演中止、一度延期され中止になった東京公演が行われるはずだった4月27日に「CYNHN 3rdワンマンライブ『Predawn Blue』㋜テイホーム公演」と銘打ってTwitter上で運営がセトリを1曲ずつ公開しファンがそれに合わせて自分で音源をかけて楽しむというエアライブ企画が行われた。7月25日に横浜ベイホールにて無観客のストリーミングライブ「OrdinaryBlue」を2部制で開催。2部では初のアコースティック編成でのライブが行われた。10月28日にharevutai（池袋）にてストリーミングライブ「ReBlue」を2部制で開催。ストリーミング配信メインだったが若干名（各部40名ほど）観客を入れ行った。1部ではRemixやダンスナンバーなどを中心に一味違ったCYNHNを披露した。12月23日にCYNHN初となるEP「#0F4C81（クラシックブルー）」をリリース。メインソングライターである渡辺翔のほか、蒼山幸子、草野華余子、トオミヨウ、mol-74といった初顔合わせとなるアーティストによる提供楽曲を全4曲を収録し新たな一面に挑戦した。
2021年1月26日、崎乃奏音が病気療養のため卒業。4月10日にharevutai（池袋）にて有観客での4thワンマン「BlueSpring」を2部制で開催。1部アンコールにて新曲「AOAWASE」と新衣装を初披露。新曲を引っ提げて5月、6月に東名阪ツアー「CYNHN LIVE TOUR 2021 -AOAWASE-」を開催。9月、渋谷WWWXでのワンマンライブ「OurBlue」も早期に完売。ライブ中MCで11月にストリーミングライブ「Thank you Blue」の開催と新曲リリースの情報が公開された。
2022年2月2日、2ndフルアルバム『Blue Cresc.』（読み：ブルークレッシェンド）をリリース。4月18日、配信ライブ「CYNHN Streaming Live『Blue Light』」にて新メンバーの加入を発表。5月1日にZepp DiverCityにて4人体制最後のライブと自身過去最大キャパとなるワンマンライブ【CYNHN ONE MAN LIVE 「Blue Cresc. -ν-」】を完売して開催。6月19日、五周年記念トーク&ライブ、そして新体制の初披露イベント「CYNHN 5th Anniversary EVENT -Blue Encount-」が代官山UNITにて開催し新メンバー広瀬みのりが加入。新曲「キリグニア」を披露。7月～8月にかけて「CYNHN 東名阪ツアー -キリグニア-」を開催、名古屋・大阪を終え、最終の東京公演直前にメンバー全員が新型コロナ感染の為延期、10月に振り替え公演を開催。11月から2023年1月にかけて初の主催対バン企画「First Blue Session（ファースト・ブルー・セッション）」を開催。
2023年3月21日、百瀬怜が長期の静養と治療への専念のため活動を休止することを発表、7月5日に.yell Live配信にてグループから卒業することを報告。9月3日、LOFT9 Shibuyaにて百瀬怜卒業公演『光』を開催した。
2023年6月25日、CYNHNが結成して6周年を記念し「CYNHN 6th Anniversary LIVE *アガパンサス*」を開催。その中で新曲「リサイズ」を初披露。
2023年9月20日、「リサイズ」を含む全４曲を収録した2nd EP『アウフヘーベン』をリリース。本EPをひっさげて小樽・名古屋・大阪・福岡・横浜＋沖縄（番外編）の全国６都市を回る全国ツアーを初開催し、そのツアーファイナル横浜公演では初となる全編バンドセットによるライブを実施。
12月3日には台湾での対バンに出演、初の海外公演を行った。
2024年4月11日に主催対バン「Third Blue Session(w/ アカシック)」、4月17日にデジタル・シングル「いいおくり」、6月12日にデジタル・シングル「飴玉」をリリース。6月15日には結成7周年ワンマン「CYNHN 7th Anniversary LIVE -BLUE RAINBOW-」を開催し、チケット発売２日後にはSold Outさせた。
7月3日に主催対バン「Fourth Blue Session(w/ mekakushe)」、7月～8月にかけて東名阪ツアー「CYNHN LIVE TOUR 2024 -Sunflower-」を開催。8月21日に恵比寿LIQUIDROOMで開催されたツアーファイナルでは2回目となる全編バンドセットライブを実施。
9月1日に北海道安平町で開催された『A Villa idol festival HOKKAIDO 2024』ではアコースティックライブを実施し好評を博した。このため11月、12月に主催アコースティックライブ『〜Andante vol.1/vol.2〜』『〜Tempo Rubato〜』を開催し、平日ながら前売り完売となった。11月27日にはデジタル・シングル「Tokyo stuck」をリリース。
2025年1月12日より全国10都市をめぐる全国ツアー「CYNHN TOUR 2025 -INVERSIOИ-」を開催。開幕となる千葉LOOKではチケット発売後即完売した。ツアーファイナルとなる3月3日の東京公演では3度目となるバンドセットライブを実施。
2025年4月16日には3年ぶり3枚目のフルアルバム『INVERSIOИ』をリリースした。(その先行シングルとして「ノミニー」「息のしかた」、そして綾瀬志希作詞の「バニラ」を配信リリース)。
また3rdフルアルバム発売時期近辺の4月13日には『EIGHT-JAM』(#442【令和の最新アイドル特集!!】でゲストの木村ミサから推薦)、5月5日には『プレミアMelodiX!』(「ノミニー」をスタジオ歌唱パフォーマンス)など、テレビ出演・ラジオ出演を立て続けに行った。
3月9日に開催された『IDORISE!! FESTIVAL 2025』 のWOMB(2ステージ目)でのライブ後、タイトル未定× fishbowl × CYNHNの3組が5月〜10月で全国６ヶ所をめぐるスプリットツアー『BLUE LINE SWINGER』の開催が発表された(なお5月18日に開催されたスプリットツアー東京公演のチケットは発売後即完売)。このツアーのために３組で歌うオリジナル楽曲も制作・披露されている。
6月8日には結成8周年ワンマン「CYNHN 8th Anniversary LIVE -Octablue-」(読み：オクターブル)を開催(チケット発売30分でSold Out)。このライブ中に、メンバーが熱望したミームトーキョーとの2マンライブ、11月1日のデビュー8周年の日に過去最大キャパ会場となる恵比寿ザ・ガーデンホールでワンマンライブ「CYNHN ONE MAN LIVE 2025 November First -111」を開催することを発表した。

## メンバー
| 名前                         | 誕生日  | 出身地 | 推し色         | 特技                          | 備考                                                       | CHEERZ（サポーター名）       |
| ---------------------------- | ------- | ------ | -------------- | ----------------------------- | ---------------------------------------------------------- | ---------------------------- |
| 綾瀬志希 （あやせ しき）     | 3月14日 | 埼玉県 | 黒             | イーブイのモノマネ            | 準グランプリ受賞                                           | 脳                           |
| 月雲ねる （つくも ねる）     | 9月15日 | 千葉県 | ラベンダー色   | アイス早食い                  | 審査員特別賞受賞 元・ディア☆、平熱35.8℃                    | ☺︎ねるねるの笑顔を守ろうの会☺︎ |
| 青柳透 （あおやぎ とおる）   | 5月26日 | 千葉県 | 青             | 短距離走                      | 審査員特別賞受賞                                           | ぽやんぐズ                   |
| 広瀬みのり （ひろせ みのり） | 9月8日  | 埼玉県 | ミントグリーン | フラフープを永遠に回す 早歩き | 2022年6月加入 元・強がりセンセーション 元・Fullfull Pocket |                              |

### 元メンバー
| 名前                         | 誕生日   | 出身地 | 推し色         | 特技            | 備考                              |
| ---------------------------- | -------- | ------ | -------------- | --------------- | --------------------------------- |
| 桜坂真愛 （おうさか まなり） | 5月15日  | 栃木県 | 水色（浅葱色） | 食玩作り        | 審査員特別賞受賞 2019年12月卒業   |
| 崎乃奏音 （さきの そと）     | 3月29日  | 青森県 | 赤             | 側転・開脚前転  | グランプリ受賞 2021年1月26日卒業  |
| 百瀬怜 （ももせ れい）       | 11月13日 | 東京都 | 桃色           | ゲーム、Jホラー | 審査員特別賞受賞 2023年9月3日卒業 |

## ディスコグラフィー
※順位はオリコン・ウィークリーランキング最高順位。

## ライブ・イベント出演
| 2017年   | 2017年                                                   | 2017年                      | 2017年                                            |
| 日程     | タイトル・イベント名                                     | 会場                        | 備考                                              |
| -------- | -------------------------------------------------------- | --------------------------- | ------------------------------------------------- |
| 6月25日  | DEARSTAGE SHOWCASE 2017                                  | 渋谷WWW                     | CYNHNのグループ結成発表                           |
| 7月29日  | 六本木アイドルフェスティバル2017                         | 六本木ヒルズアリーナ        | ピンキー！ノーラ&ペトラのバックダンサーとして出演 |
| 8月5日   | TOKYO IDOL FESTIVAL 2017                                 | お台場・青海特設会場        | ピンキー！ノーラ&ペトラのバックダンサーとして出演 |
| 8月31日  | PNP presents TSUTAYA O-EASTで、アモーレアモーレ！！      | TSUTAYA O-EAST              | 「FINALegend」初お披露目                          |
| 9月2日   | 波のる☆ディアステージ（2部）                             | 音霊 OTODAMA SEA STUDIO     | 「紙風船スイカ割り大会」に青柳透が参戦し勝利      |
| 9月3日   | CYNHNファンミーティング1st                               | 青山RizM                    |                                                   |
| 10月9日  | 東京アイドル大運動会2017                                 | 幕張メッセ 国際展示場ホール |                                                   |
| 11月18日 | がんばりまCYNHN                                          | TwinBox AKIHABARA           | 各メンバーのセンター曲初お披露目                  |
| 12月1日  | DEARSTAGE SHOWCASE 2017 WINTER 「煌めく☆ディアステージ」 | 品川プリンスホテル クラブeX |                                                   |
| 12月9日  | I BLUE presents ガールズアワー                           | 渋谷Glad (旧 clubasia P)    |                                                   |
| 12月16日 | 聖なる☆ディアステージ                                    | 舞浜アンフィシアター        |                                                   |

| 2018年      | 2018年                                                                     | 2018年                                    | 2018年                                                     |
| 日程        | タイトル・イベント名                                                       | 会場                                      | 備考                                                       |
| ----------- | -------------------------------------------------------------------------- | ----------------------------------------- | ---------------------------------------------------------- |
| 2月18日     | まけんグミフェス☆2018                                                      | 新木場STUDIO COAST                        |                                                            |
| 3月17日     | CYNHNファンミーティング2nd                                                 | 高円寺HIGH                                | リンクtoアクセス初お披露目                                 |
| 4月1日      | DEARSTAGE WEEK supported by japanぐる〜ヴ（BS朝日） 【一部】Link to Access | 品川プリンスホテル クラブeX               |                                                            |
| 4月22日     | CYNHNファンミーティング3rd                                                 | TwinBox AKIHABARA                         |                                                            |
| 4月28日     | フィロソフィーのダンス定期公演『FUNKY BUT CHIC Vol.22』 2部                | 下北沢GARDEN                              | ゲスト出演                                                 |
| 5月26日     | 夢みる☆ディアステージ in サンリオピューロランド 2018 2度寝                 | サンリオピューロランド                    | ライブ出演                                                 |
| 6月3日      | 夢みる☆ディアステージ in サンリオピューロランド 2018 2度寝                 | サンリオピューロランド                    | パレード出演                                               |
| 6月23日     | CYNHNファンミーティング4th                                                 | 青山RizM                                  |                                                            |
| 6月29日     | MELLOW MELLOW 3MAN LIVE 〜Girls Hour〜                                     | ヤマハ銀座スタジオ                        |                                                            |
| 7月7日・8日 | アイドル横丁夏まつり!!～2018～                                             | 横浜赤レンガ倉庫                          |                                                            |
| 7月29日     | 六本木アイドルフェスティバル2018                                           | 六本木ヒルズアリーナ                      | オープニングアクトとして出演                               |
| 8月3日      | TOKYO IDOL FESTIVAL 2018                                                   | お台場・青海特設会場                      |                                                            |
| 8月14日     | まけんグミフェス☆2018 SUMMER                                               | Zepp Tokyo                                |                                                            |
| 8月18日     | CYNHNファンミーティング5th                                                 | 青山RizM                                  | 2部構成。1部にて「So Young」初お披露目 2部は公開ラジオ収録 |
| 8月26日     | @JAM EXPO 2018                                                             | 横浜アリーナ                              |                                                            |
| 9月23日     | 門仲カラオケ大会2018                                                       | cafe&dining COFFICE                       | ゲスト出演                                                 |
| 9月24日     | みゅーじっ倶楽部～next break showcase～ 2部                                | 池袋サンシャインシティ アルパB1F 噴水広場 |                                                            |
| 10月28日    | CYNHNファンミーティング6th                                                 | 渋谷WWWX                                  | 「絶交郷愁」、「雨色ホログラム」初お披露目                 |
| 11月24日    | ワングーフェス                                                             | つくばセンター広場                        |                                                            |
| 12月9日     | LIVE SHOW CASE 2018～アイドルの加速器になりたい～                          | 山野ホール                                |                                                            |
| 12月18日    | FM FUJI開局30周年記念 "GIRLS❤GIRLS❤GIRLS" LIVE MONSTERS!!                  | Shibuya duo MUSIC EXCHANGE                |                                                            |
| 12月25日    | エアトリpresents 毎日がクリスマス2018 12/25 「聖なる☆ディアステージ」      | 横浜赤レンガ倉庫                          | 2部に出演                                                  |

| 2025年  | 2025年                                                                                         | 2025年                                     | 2025年 | 2025年                                                                                           |
| 日程    | タイトル・イベント名                                                                           | 会場                                       | 備考 | 注釈                                                                                             |
| ------- | ---------------------------------------------------------------------------------------------- | ------------------------------------------ | --- | ------------------------------------------------------------------------------------------------ |
| 1月3日  | 謹賀新年！アイドル初夢ライブ 2025 supported by @JAM/ダイキサウンド                             | Zepp DiverCity                             | |                                                                                                  |
| 1月12日 | 【TOUR】CYNHN TOUR 2025 - INVERSIOИ - ツアー千葉                                               | 千葉LOOK                                   | 全国ツアー１か所目 |                                                                                                  |
| 1月13日 | SITUASION 4th Anniversary「SITUASIONISTA」                                                     | 川崎CLUB CITTA’                            | SITUASION主催 4周年記念フェス |                                                                                                  |
| 1月15日 | #DSPMLIVE 新年会2025                                                                           | 恵比寿LIQUIDROOM                           | |                                                                                                  |
| 1月18日 | 3rdアルバム『INVERSIOИ』リリースイベント（ミニライブ 1部・2部）                                | キャナルシティ博多 B1Fサンプラザステージ   | |                                                                                                  |
| 1月19日 | 【TOUR】CYNHN TOUR 2025 - INVERSIOИ - ツアー福岡                                               | The Voodoo Lounge                          | 全国ツアー２か所目 |                                                                                                  |
| 1月23日 | TWO-MAN LIVE「TWO of SWORDS Ⅳ 」                                                               | GARRET udagawa                             | ARCANA PROJECT主催ツーマンライブ |                                                                                                  |
| 1月25日 | 3rdアルバム『INVERSIOИ』リリースイベント（トークイベント 1部・2部）                            | ヴィレッジヴァンガード新京極店             | ノミニーMVスタイリング衣装 |                                                                                                  |
| 1月26日 | 【TOUR】CYNHN TOUR 2025 - INVERSIOИ - ツアー大阪                                               | Music Club JANUS                           | 全国ツアー３か所目 |                                                                                                  |
| 1月27日 | #DSPMLIVE                                                                                      | SHIBUYA DIVE                               | |                                                                                                  |
| 1月29日 | 3rdアルバム『INVERSIOИ』オンラインサイン会                                                     | .yell live配信                             | ノミニーMVスタイリング衣装 |                                                                                                  |
| 1月31日 | 月雲ねる8周年記念 宇宙一アイドル月雲ねる~メタモルフォーゼ~                                     | 秋葉原ディアステージ                       | 月雲ねるソロイベント |                                                                                                  |
| 2月1日  | 【TOUR】CYNHN TOUR 2025 - INVERSIOИ - ツアー埼玉                                               | 浦和ナルシス                               | 全国ツアー４か所目 |                                                                                                  |
| 2月2日  | 【TOUR】CYNHN TOUR 2025 - INVERSIOИ - ツアー静岡                                               | LIVE ROXY SHIZUOKA                         | 全国ツアー５か所目 |                                                                                                  |
| 2月3日  | CYNHN来店イベント〜静岡ディアステージへようこそ！Vol.2〜”                                      | 静岡ディアステージ                         | 1部：綾瀬志希/青柳透、2部：月雲ねる/広瀬みのり |                                                                                                  |
| 2月5日  | 3rdアルバム『INVERSIOИ』オンラインサイン会                                                     | .yell live配信                             | テレタビーズ全身パジャマ |                                                                                                  |
| 2月5日  | CYNHN『ノミニー』リリース記念 リスニングパーティー                                             | stationheadアプリ                          | 音声配信 |                                                                                                  |
| 2月8日  | なまらしばれる アイドルSaturday！ inさっぽろ雪まつり                                           | さっぽろ雪まつり 大通7丁目会場             | 来場者殺到により公演中止 |                                                                                                  |
| 2月9日  | 【TOUR】CYNHN TOUR 2025 - INVERSIOИ - ツアー北海道                                             | SPiCE SAPPORO                              | 全国ツアー６か所目 |                                                                                                  |
| 2月10日 | HBCアイドル祭り2025 「なまらしばれる アイドルMonday！in Zepp Sapporo」                         | Zepp Sapporo                               | |                                                                                                  |
| 2月12日 | -CYNHN定期イベント@J-SQUARE-目指せ!JOYSOUND親善大使 Vol.20                                     | J-SQUARE SHINAGAWA                         | |                                                                                                  |
| 2月13日 | 3rdアルバム『INVERSIOИ』オンラインサイン会                                                     | .yell live配信                             | バレンタインコーデチェキ |                                                                                                  |
| 2月15日 | 【TOUR】CYNHN TOUR 2025 - INVERSIOИ - ツアー神奈川                                             | 横浜Bronth                                 | 全国ツアー７か所目 |                                                                                                  |
| 2月16日 | 【TOUR】CYNHN TOUR 2025 - INVERSIOИ - ツアー愛知                                               | 新栄シャングリラ                           | 全国ツアー８か所目 |                                                                                                  |
| 2月21日 | STVラジオ「COCONO Sラジ」                                                                      | ラジオ（STVラジオ、北海道）                | コメント出演 (CYNHN全員) |                                                                                                  |
| 2月24日 | Neru Neru Tea Party Vol.3 ～はぴばれ〜                                                         | カフェ アコリット（東京・目白）            | 月雲ねるソロお茶会イベント |                                                                                                  |
| 3月1日  | 「ノミニー」MV副音声オーディオコメンタリー公開                                                 | YouTube                                    | 青柳透、広瀬みのり |                                                                                                  |
| 3月3日  | 【TOUR】CYNHN TOUR 2025 - INVERSIOИ - ツアー東京（バンドセット）                               | Spotify O-EAST                             | ツアーファイナル（全国ツアー９か所目） |                                                                                                  |
| 3月8日  | IDORISE!! FESTIVAL 2025                                                                        | Spotify O-EAST                             | 渋谷複数会場同時開催フェス |                                                                                                  |
| 3月9日  | IDORISE!! FESTIVAL 2025                                                                        | 渋谷O-WEST、WOMB、LOFT9                    | 渋谷複数会場同時開催フェス、LOFT9トーク出演：青柳透、月雲ねる、木村日音、佐佐木一心 | WOMBでのライブ後にスプリットツアー開催発表：タイトル未定 × fishbowl × CYNHN「BLUE LINE SWINGER」 |
| 3月12日 | HBCラジオ「カーナビラジオ午後一番！」                                                          | ラジオ（HBCラジオ、北海道）                | #ちょすなびコーナーにコメント出演 (青柳透、広瀬みのり) |                                                                                                  |
| 3月13日 | 3rd アルバム 「INVERSIOИ」ペアリングチェキ会                                                   | .yell live配信                             | INVERSIOИリリース衣装、青柳透：体調不良に伴い3/26に延期 |                                                                                                  |
| 3月14日 | LEADING                                                                                        | 渋谷音楽堂                                 | |                                                                                                  |
| 3月15日 | 小宵めみ生誕祭                                                                                 | Spotify O-Crest                            | ゲスト出演 |                                                                                                  |
| 3月15日 | Teichiku Idol Party 2025                                                                       | タワーレコード渋谷店                       | 綾瀬志希：5グループ選抜メンバーによるコラボ曲「Mr. Music」を披露、青柳透：体調不良により欠席。 |                                                                                                  |
| 3月16日 | TIF ASIA TOUR 2025 in Tokyo【DAY2】                                                            | 白金高輪selene b2                          | |                                                                                                  |
| 3月17日 | 月雲ねる×青柳透 男装ペアチェキオンラインサイン会                                               | .yell live配信                             | 月雲ねる、青柳透 |                                                                                                  |
| 3月19日 | -CYNHN定期イベント@J-SQUARE-目指せ!JOYSOUND親善大使 Vol.21                                     | J-SQUARE SHINAGAWA                         | |                                                                                                  |
| 3月21日 | 3rdアルバム『INVERSIOИ』リリースイベント（ミニライブ）                                         | タワーレコード新宿店                       | |                                                                                                  |
| 3月22日 | 月雲ねる「星箱Works」1日店長イベント                                                           | 星箱西荻店                                 | 月雲ねるソロイベント |                                                                                                  |
| 3月23日 | 綾瀬志希生誕2025「全能」                                                                       | 恵比寿CreAto                               | ゲスト：月雲ねる、高橋國光、水槽 |                                                                                                  |
| 3月24日 | さよならステイチューン presents「おさよちゃん修行編」Vol.2                                     | SHIBUYA DIVE                               | さよならステイチューン主催イベント |                                                                                                  |
| 3月26日 | 3rd アルバム 「INVERSIOИ」ペアリングチェキ会                                                   | .yell live配信                             | INVERSIOИリリース衣装 ※3/13振替分 |                                                                                                  |
| 3月27日 | 3rd アルバム 「INVERSIOИ」リリースイベント [ミニライブ]                                        | タワーレコード錦糸町パルコ店               | |                                                                                                  |
| 3月29日 | CYNHN 香港オフ会2025                                                                           | Golden Diamond Cuisine (香港)              | CYNHNオフ会食事イベント |                                                                                                  |
| 3月29日 | IDOL FEVER 2025                                                                                | MoM Livehouse（香港）                      | |                                                                                                  |
| 3月30日 | IDOL FEVER 2025                                                                                | MoM Livehouse（香港）                      | |                                                                                                  |
| 4月5日  | 3rdアルバム『INVERSIOИ』リリースイベント（ミニライブ 1部・2部）                                | ららぽーと新三郷 1F スカイガーデンステージ | |                                                                                                  |
| 4月6日  | 3rdアルバム『INVERSIOИ』リリースイベント（トークイベント）                                     | タワーレコード静岡店                       | |                                                                                                  |
| 4月6日  | #DSPMLIVE in SHIZUOKA                                                                          | LIVE ROXY SHIZUOKA                         | |                                                                                                  |
| 4月9日  | 3rdアルバム『INVERSIOИ』ペアリングチェキ会                                                     | .yell live配信                             | ノミニーMVスタイリング衣装 |                                                                                                  |
| 4月12日 | 3rdアルバム『INVERSIOИ』リリースイベント（ミニライブ）                                         | ヴィレッジヴァンガード渋谷本店 B2F         | アウフヘーベン衣装 |                                                                                                  |
| 4月12日 | 3rdアルバム『INVERSIOИ』リリースイベント（トークイベント）                                     | HMV&BOOKS SHIBUYA 6F                       | いいおくりスタイリング衣装 |                                                                                                  |
| 4月13日 | 3rdアルバム『INVERSIOИ』リリースイベント（ミニライブ 1部・2部）                                | 汐留シオサイト 特設ステージ                | |                                                                                                  |
| 4月13日 | テレビ朝日「EIGHT-JAM」 #442『令和の最新アイドル特集』で特集                                   | テレビ朝日                                 | ゲストの木村ミサより注目アイドルとして紹介 |                                                                                                  |
| 4月15日 | 3rdアルバム『INVERSIOИ』オンラインサイン会                                                     | .yell live配信                             | 月雲ねる私物ロリータ衣装 |                                                                                                  |
| 4月16日 | 3rdアルバム『INVERSIOИ』リリースイベント（ミニライブ）                                         | タワーレコード渋谷 5F                      | |                                                                                                  |
| 4月17日 | 3rdアルバム『INVERSIOИ』リリースイベント（トークイベント）                                     | 新宿マルイメン 8Fイベントスペース          | ノミニーMVスタイリング衣装 |                                                                                                  |
| 4月17日 | 3rdアルバム『INVERSIOИ』リリース記念リスニングパーティー                                       | AWAラウンジ配信                            | CYNHN全員出演 |                                                                                                  |
| 4月18日 | DEARSTAGE SHOWCASE 2025 SPRING                                                                 | 神田明神ホール                             | [シャッフルコラボ参加曲] 綾瀬志希：ミチカケ／ARCANA PROJECT、月雲ねる：悲しみキャリブレーション／妄想キャリブレーション、青柳透：CUTE TURN/ミームトーキョー、広瀬みのり：ドラマチックバケーション／さよならステイチューン |                                                                                                  |
| 4月19日 | 3rdアルバム『INVERSIOИ』リリースイベント（ミニライブ 1部・2部）                                | ららぽーと湘南平塚 1F 空の広場             | 1部：楽の上塗り衣装 |                                                                                                  |
| 4月19日 | NACK5「FANTASY RADIO」#517 にゲスト出演                                                        | ラジオ（NACK5、埼玉）                      | ゲスト出演 (月雲ねる、広瀬みのり) |                                                                                                  |
| 4月20日 | 3rdアルバム『INVERSIOИ』リリースイベント（ミニライブ）                                         | タワーレコード錦糸町パルコ店               | |                                                                                                  |
| 4月26日 | CYNHN TOUR 2025 - INVERSIOИ - ツアー沖縄（番外編）                                             | 沖縄Output                                 | 全国ツアー10か所目 |                                                                                                  |
| 4月27日 | CYNHNと行く首里琉染のサンゴ染め体験（オフ会）                                                  | 首里琉染                                   | |                                                                                                  |
| 4月29日 | zanka presents「HANABI TOUR」                                                                  | Spotify O-WEST                             | zanka主催イベント |                                                                                                  |
| 5月1日  | お土産オンライン特典会～2025年3月香港旅編～                                                    | .yell live配信                             | |                                                                                                  |
| 5月3日  | 3rdアルバム『INVERSIOИ』リリース記念 プレミアムイベント（トーク＆ライブ 1部・2部）             | J-SQUARE SHINAGAWA                         | ゲスト：1部 Megpis、2部 渡辺翔 |                                                                                                  |
| 5月4日  | 歌舞伎町UP GATE↑↑ 2025                                                                         | 新宿LOFT                                   | |                                                                                                  |
| 5月5日  | 3rdアルバム『INVERSIOИ』リリースイベント（ミニライブ 1部・2部）                                | Shibuya Sakura Stage BLOOM GATE(3F)        | |                                                                                                  |
| 5月5日  | テレビ東京「プレミアMelodiX!」で歌唱パフォーマンス                                             | テレビ東京                                 | 「ノミニー」を歌唱 |                                                                                                  |
| 5月6日  | タイトル未定 × fishbowl × CYNHN「BLUE LINE SWINGER」(名古屋)                                   | 名古屋Electric Lady Land                   | スプリットツアー1か所目 |                                                                                                  |
| 5月7日  | FMヨコハマ「Kiss & Ride」にゲスト出演                                                          | ラジオ（FMヨコハマ、神奈川）               | 綾瀬志希、青柳透 生出演 |                                                                                                  |
| 5月7日  | NACK5「キラスタ」にゲスト出演                                                                  | ラジオ（NACK5、埼玉）                      | 綾瀬志希、青柳透 生出演 |                                                                                                  |
| 5月9日  | CYNHN来店イベント〜心斎橋ディアステージへようこそ！Vol.4〜                                     | 心斎橋ディアステージ                       | 月雲ねる、広瀬みのり |                                                                                                  |
| 5月10日 | MAWA LOOP OSAKA 2025 10th Anniversary                                                          | Music Club JANUS                           | |                                                                                                  |
| 5月11日 | MAWA LOOP OSAKA 2025 10th Anniversary                                                          | OSAKA MUSE                                 | |                                                                                                  |
| 5月18日 | タイトル未定 × fishbowl × CYNHN「BLUE LINE SWINGER」(東京)                                     | Spotify O-WEST                             | スプリットツアー2か所目（SOLD OUT公演）、ニコニコ生放送配信あり |                                                                                                  |
| 5月19日 | SITUASION presents「SABORIRYU」                                                                | SHIBUYA CLUB QUATTRO                       | |                                                                                                  |
| 5月19日 | 文化放送「レコメン！」 にゲスト出演                                                            | ラジオ（文化放送、東京）                   | 綾瀬志希、月雲ねる 生出演 |                                                                                                  |
| 5月21日 | CYNHN定期イベント 目指せ！JOYSOUND親善大使 Vol.22                                              | J-SQUARE SHINAGAWA                         | |                                                                                                  |
| 5月23日 | 青柳透のぽやらnight 2025〜8周年の巻〜                                                          | 秋葉原ディアステージ                       | 青柳透ソロイベント |                                                                                                  |
| 5月24日 | 青柳透 お誕生日お祝い配信                                                                      | .yell live配信                             | 青柳透ソロ配信 |                                                                                                  |
| 5月24日 | #DSPMLIVE in SHIZUOKA                                                                          | LIVE ROXY SHIZUOKA                         | 綾瀬志希ソロ出演 |                                                                                                  |
| 5月25日 | 青柳透生誕2025「はらわた」                                                                     | 恵比寿CreAto                               | 青柳透ソロ生誕ライブ、ゲスト：NENE（ミームトーキョー） |                                                                                                  |
| 5月30日 | ✩MAGIC IDOL FESTIVAL 2025 SUMMER✩                                                              | Breeze MEGA Studio（台湾）                 | |                                                                                                  |
| 5月30日 | CYNHN 台北オフ会                                                                               | 暖心廚房（台湾）                           | パイナップルケーキ＆タピオカミルクティー作り |                                                                                                  |
| 5月31日 | TIF ASIA TOUR 2025×acosta!＠台北コラボステージ（ライブ、カラオケステージ）                     | 松山文創園区（台湾）                       | 月雲ねる：カードキャプターさくらのコスプレでアニソンカラオケステージ登壇 |                                                                                                  |
| 6月1日  | ASIA IDOL SUMMIT in Taipei supported by acosta!                                                | 時藝劇場（台湾）                           | |                                                                                                  |
| 6月1日  | BS日テレ「ぽっかる」でスプリット全国ツアー特集                                                 | BS日テレ                                   | スプリット全国ツアー特集：東京公演の裏側 |                                                                                                  |
| 6月7日  | 月雲ねるが着用モデルを担当した「Chalmiere」2025 Spring & Summer Special collection vol.88 発売 | Chalmiere特設webサイト                     | 月雲ねる：着用モデルとして参加 |                                                                                                  |
| 6月8日  | CYNHN 8th Anniversary LIVE Octablue                                                            | 東京キネマ倶楽部                           | グループ結成8周年記念ワンマンライブ(SOLD OUT公演)、.yell live 有料配信あり |                                                                                                  |
| 6月10日 | 相沢梨紗の配信番組「PATISSERIE RISA」に綾瀬志希がゲスト出演                                    | NATSLIVE配信                               | ゲスト出演：綾瀬志希 |                                                                                                  |
| 6月13日 | 青柳透生誕記念 marche限定 チェキ帳 オンラインサイン会                                          | .yell live配信                             | 青柳透ソロ配信 |                                                                                                  |
| 6月13日 | ちき労働施設〜お茶だお茶だ〜！の巻〜                                                           | 静岡ディアステージ                         | 綾瀬志希ソロイベント |                                                                                                  |
| 6月14日 | RAD JAM -JAPAN EXPO-                                                                           | Aichi Sky Expo                             | |                                                                                                  |
| 6月15日 | RAD JAM                                                                                        | Aichi Sky Expo                             | |                                                                                                  |
| 6月17日 | CYNHN定期イベント 目指せ！JOYSOUND親善大使 Vol.23                                              | J-SQUARE SHINAGAWA                         | カバー曲：ブルーバード／いきものがかり |                                                                                                  |
| 6月18日 | 雨模様のソラリス presents「Road to Festival in the Rain Vol.4」                                | 下北沢シャングリラ                         | 雨模様のソラリス主催イベント |                                                                                                  |
| 6月20日 | 3rdアルバム『INVERSIOИ』リリースイベント（ミニライブ）                                         | 汐留シオサイト                             | |                                                                                                  |
| 6月20日 | アプレビュート×月雲ねる コラボ傘「～ドリーム・イン・ザ・トワイライト～」発売                   | Apleberute特設webサイト                    | 月雲ねる コラボ |                                                                                                  |
| 6月21日 | YATSUI FESTIVAL! 2025                                                                          | WOMB                                       | |                                                                                                  |
| 6月22日 | タイトル未定 × fishbowl × CYNHN「BLUE LINE SWINGER」(静岡)                                     | LIVE ROXY SHIZUOKA                         | スプリットツアー3か所目 |                                                                                                  |
| 6月25日 | LIVE DVD「CYNHN TOUR 2025 - INVERSIOИ - @Spotify O-EAST」リリースイベント                      | 秋葉原ディアステージ                       | リリイベ対象DVD購入者のみの限定イベント |                                                                                                  |
| 6月27日 | LIVE DVD「CYNHN TOUR 2025 - INVERSIOИ - @Spotify O-EAST」オンラインサイン会                    | .yell live配信                             | アナザージャケットサイン会(私服) |                                                                                                  |
| 6月28日 | タイトル未定 × fishbowl × CYNHN 新幹線車両貸し切りオフ会                                       | JR東海 新幹線車両内(ひかり507号16号車)     | |                                                                                                  |
| 6月28日 | タイトル未定 × fishbowl × CYNHN「BLUE LINE SWINGER」(大阪)                                     | 心斎橋SUN HALL                             | スプリットツアー4か所目 |                                                                                                  |
| 6月30日 | お土産オンライン特典会 〜2025年5月台北旅編〜                                                   | .yell live配信                             | 台北お土産抽選会 |                                                                                                  |
| 6月30日 | 振り返り配信「CYNHN 8th Anniversary LIVE Octablue」                                            | YouTube live配信                           | |                                                                                                  |

## 出演

### テレビ
- WOW!iSM「CYNHN ～青写真を描く～」（歌謡ポップスチャンネル、#1：4月25日(日) 25時～26時  #2：5月30日(日) 25時～26時）

### ラジオ
- GIRLS・GIRLS・GIRLS =flying high= ―CYNHNの歌いまスウィーニー―（エフエム富士、木曜日23：30～24：00 2018年4月5日～2021年9月30日）

## 展示
- CYNHN展〜夜明け前の青〜（2020年2月8日 - 2月16日、AWAJI Cafe & Gallery）[95]
- CYNHN展 2024（2024年11月23日 - 12月1日、AWAJI Gallery）[96]

## 書籍
- 「演じまCYNHN完全版」MEMORIAL BOOK（2019年9月、ディアステージ）
- CYNHN展-夜明け前の青-PHOTO BOOK（2020年2月、ディアステージ）

## 受賞歴
- 第9回アイドル楽曲大賞2020[97]
メジャーアイドル楽曲部門 2位「水生」(312pts. / 142票 / 平均 2.2pts)[24]
- 第10回アイドル楽曲大賞2021[98]
メジャーアイドル楽曲部門 5位「AOAWASE」(207.5pts. / 91票 / 平均 2.28pts)[25]
アルバム部門 15位 『#0F4C81』(134pts. / 56票 / 平均 2.39pts)[28]
- 第11回アイドル楽曲大賞2022[99]
メジャーアイドル楽曲部門 1位「キリグニア」(326pts. / 139票 / 平均 2.35pts)[26]
アルバム部門 9位 『Blue Cresc.』(174.5pts. / 68票 / 平均 2.57pts)[27]
- 第12回アイドル楽曲大賞2023[100]
メジャーアイドル楽曲部門 1位「楽の上塗り」(456.5pts. / 178票 / 平均 2.56pts)[101]
メジャーアイドル楽曲部門 5位「ジンテーゼ」(154.5pts. / 64票 / 平均 2.41pts)[102]
メジャーアイドル楽曲部門 9位「リサイズ」(116pts. / 53票 / 平均 2.19pts)[103]
推し箱部門  1位    CYNHN (52票)[104]
- 第13回アイドル楽曲大賞2024
メジャーアイドル楽曲部門 1位「いいおくり」(562.5pts. / 223票 / 平均 2.52pts)[105]
推し箱部門  1位    CYNHN (53票)[106]